# Силва, Марсело Жозе да
Марсело Жозе да Силва (порт. Marcelo José da Silva; 25 мая 1976, Сан-Паулу) — бразильский футболист, игравший на позиции полузащитника.

## Карьера
Марсело Силва начал карьеру в клубе «Жувентус» из Сан-Паулу. Через 4 года он перешёл в «Сантос» и в первый же сезон стал с командой финалистом турнира Рио-Сан-Паулу, а через год серебряным призёром чемпионата Сан-Паулу и победителем кубка КОНМЕБОЛ. В 2001 году Марсело Силва дошёл с командой до полуфиналом турнира Рио-Сан-Паулу и чемпионата штата. В «Сантосе" Марсело были лидером и полтора года капитаном команды.
В 2002 году Марсело в качестве свободного агента перешёл в московский «Спартак», подписав контракт по схеме 3+2. Эта сделка стала возможна благодаря агенту футболиста Джулиано Бертолуччи, который уже привозил в «Спартак» бразильцев Маркао, Робсона и Мойзеса. Но в «Спартаке» Марсело не удалось закрепиться, он провёл лишь 2 матча в чемпионате России и три в Лиге чемпионов, после чего уехал домой в Бразилию.
После года в «Спартаке», Марсело Силва выступал за клубы «Баия», «Атлетико Минейро» и «Перуджу». В 2005 году перешёл в «Гояс» и стал с командой бронзовым призёром чемпионата Бразилии и серебряным - чемпионата штата Гойано. Затем играл за «Атлетико Паранаэнсе», став с клубом полуфиналистом чемпионата Парана, «Наутико Ресифи», «Виторию» из Салвадора и клуб «Брагантино»

## Достижения
- Обладатель кубка КОНМЕБОЛ: 1998